# Callichroma albitarse
Callichroma albitarse là một loài bọ cánh cứng trong họ Cerambycidae.